# Colette
Sidonie-Gabrielle Colette (Saint-Sauveur-en-Puisaye, 28 de janeiro de 1873 — Paris, 3 de agosto de 1954) foi uma escritora e intelectual francesa. Conhecida também por suas apresentações mímicas, por seu trabalho nos palcos e como jornalista, Colette é mais lembrada por seu livro de 1944, Gigi, que foi adaptado para o cinema, em 1958 e como musical, em 1973. Uma das maiores escritoras francesas, Colette era reconhecida em seu país e na Europa por seus livros que retratavam a liberdade e a emancipação feminina.
Em 1953, ela foi eleita Grande oficial da Ordem Nacional da Legião de Honra, a segunda mulher na época a conseguir tal feito.

## Biografia
Colette nasceu em 1873, em Saint-Sauveur-en-Puisaye, uma pequena comuna no interior da França. Era filha de um cobrador de impostos, Jules-Joseph Colette, e sua esposa, Adèle Eugénie Sidonie. Colette estudou em uma escola pública da região dos 6 aos 17 anos. Inicialmente, sua família era abastada, mas o péssimo gerenciamento das finanças os levou à pobreza ao longo dos anos.
Em 1893, Colette se casou com Henry Gauthier-Villars (1859 – 1931), conhecido escritor e editor que usava o pseudônimo de "Willy". Os primeiros quatro livros de Colette - Claudine à l'école (1900), Claudine à Paris (1901), Claudine en ménage (1902) e Claudine s'en va (1903) – foram todos publicados com o pseudônimo do marido.
Seus primeiros livros eram romances de formação, desde a adolescência até a idade adulta de sua heroína titular, Claudine, uma moça de 15 anos pouco convencional para a época que cresceu em uma vila na Borgonha que passa a frequentar os salões literários de Paris. Os livros possuem um tom semi autobiográfico, ainda que Claudine, diferente de Colette, não tenha mãe. Colette chegou a dizer que não teria se tornado uma escritora se não fosse por Willy.
Catorze anos mais velho que Colette e um dos mais notórios libertinos de Paris, Willy a introduziu à vida intelectual e aos círculos artísticos da cidade, o que a encorajou a entrar para os grupos de lésbicas da cidade, que influenciaram sua escrita ao retratar personagens que descobriam sua sexualidade e atração por mulheres.
Colette e Willy se separaram em 1906, ainda que seu divórcio não tenha sido finalizado até 1910. Colette não tinha mais acesso aos lucros de seus livros da série Claudine, já que os direitos autorais pertenciam a Willy, então ela começou a atuar nos palcos de musicais pela França, algumas vezes interpretando Claudine em adaptações de seus livros, ganhando tão pouco que mal dava para viver. Colette, nessa época, vivia com fome e doente devido ao pouco dinheiro. Este período foi retratado em seu livro La Vagabonde (1910).

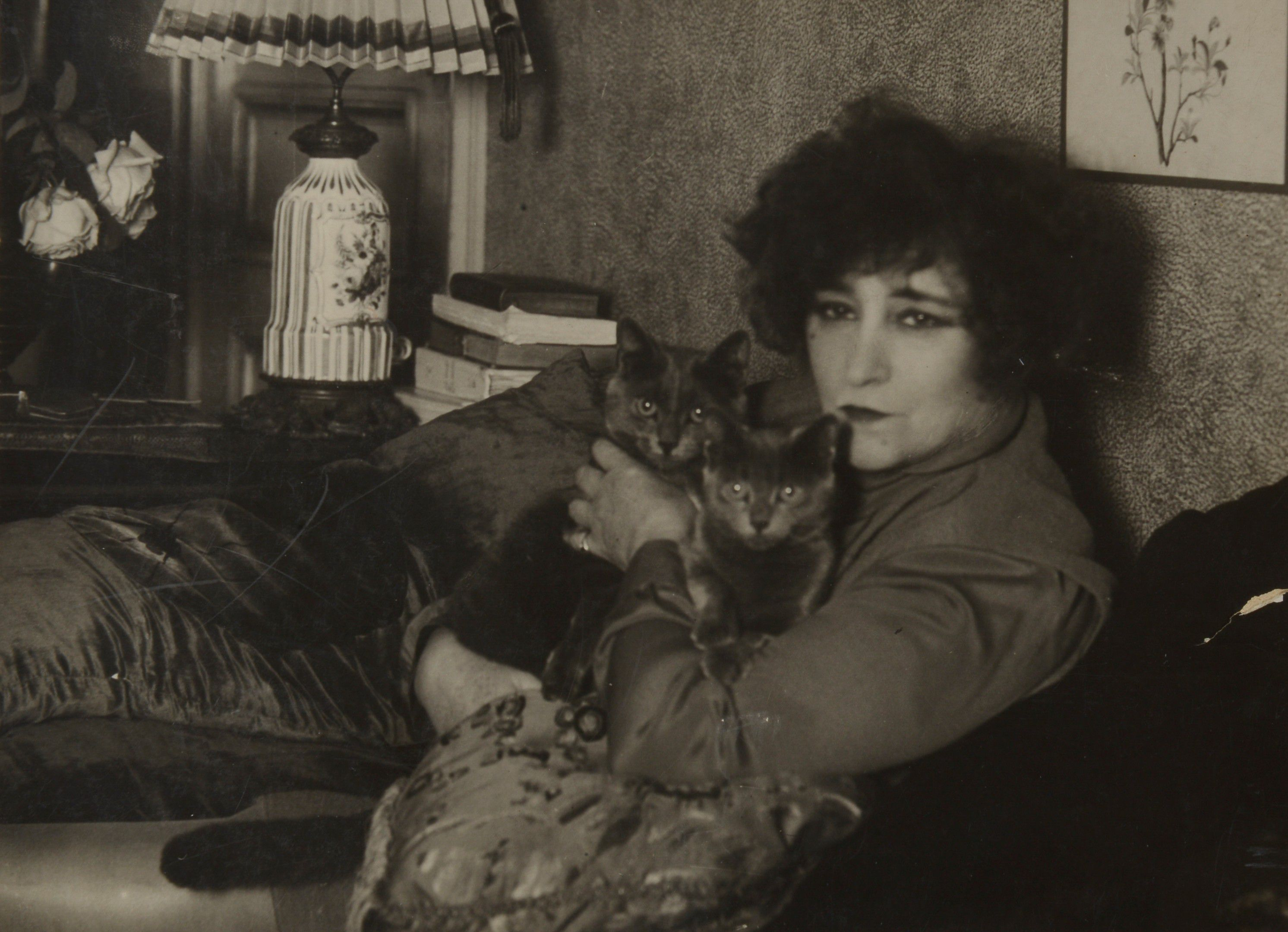
Colette com seus gatos, década de 1930

Nesta época e nos anos seguintes, Colette se envolveu com várias mulheres, em especial com Natalie Clifford Barney, que adotava um gênero ambíguo devido aos preconceitos sociais, e com Mathilde de Morny, Marqueza de Belbeuf ("Max"), com quem às vezes dividia os palcos. Em 3 de janeiro de 1907, um beijo entre Max e Colette na peça "Rêve d'Égypte" causou uma revolta entre o público e como resultado elas não puderam mais viver juntas, ainda que o relacionamento tenha durado por mais cinco anos.
Em 1912, Colette se casou com Henry de Jouvenel, editor do jornal Le Matin. A filha do casal, chamada Colette de Jouvenel, apelidada de Bel-Gazou, nasceu em 1913. Durante a Primeira Guerra Mundial, Colette se dedicou ao jornalismo, relatando os avanços da França no fronte de batalha. O casamento também lhe permitiu se dedicar mais à escrita.

## Pós-guerra
Seu casamento com Henry terminou em divórcio, em 1924, e, depois, na década de 1930, ela se casaria com Maurice Goudeket. Colette tinha 67 anos quando a Alemanha Nazista ocupou a França. Ela permaneceu em Paris, em seu apartamento em Palais Royal. Seu marido Maurice era judeu e foi preso pela Gestapo em dezembro de 1941. Ainda que ela tenha sido solto alguns meses depois por intervenção da esposa do embaixador alemão na França, Colette viveu os anos de guerra em tensão com uma possível nova prisão de Maurice.
Durante a ocupação nazista, Colette produziu dois volumes de suas memórias, Journal à Rebours (1941) e De ma Fenêtre (1942) Escreveu vários artigos para jornais pró-nazistas e escreveu um romance chamado Julie de Carneilhan (1941), contendo vários termos antissemitas.
Em 1944, Colette publicou o que se tornaria seu livro mais famoso, Gigi, que conta a história de Gilberte ("Gigi") Alvar, de apenas 16 anos. Nascida em uma família mundana, Gigi se tornou cortesã de forma a cativar um patrono rico, mas desafia a tradição ao se casar com ele. Em 1949, foi adaptado para uma peça de teatro, estrelando Danièle Delorme e Gaby Morlay, e depois foi adaptada em 1951 para o cinema, com Audrey Hepburn no papel principal, escolhida pela própria Colette. Em 1958, o filme foi adaptado como um musical de Hollywood, estrelando Leslie Caron e Louis Jourdan, que levou a estatueta do Oscar de Melhor Filme daquele ano.
Nos anos do pós-guerra, Colette se tornou uma figura pública proeminente, mas ela foi acometida pela artrite e sofria com dores nas articulações. Em 1920, ela publicou um de seus livros mais conhecidos, Chéri, que retratava o amor entre uma mulher mais velha com um homem bem mais novo. Chéri é amante de Léa, uma cortesã rica. Léa fica arrasada quando Chéri se casa com uma garota da sua idade, mas fica feliz ao vê-lo voltar para ela. Após uma noite de amor com Léa, ele vai embora novamente.
Nesta época, Maurice a ajudava na preparação de suas Œuvres Complètes (1948 – 1950). Ela continuou a se dedicar à escrita, tendo publicado L'Etoile Vesper (1944) e Le Fanal Bleu (1949). Em 1948, foi indicada por Claude Farrère ao Prêmio Nobel de Literatura. Por ser mulher, não foi aceita na Academia Francesa, mas era membro da Real Academia da língua e da literatura francesa da Bélgica e da American Academy of Arts and Letters.

## Morte
Colette morreu em 3 de agosto de 1954, em seu apartamento em Paris, aos 81 anos. O funeral não foi aceito pela Igreja Católica devido aos seus divórcios, mas lhe deram um funeral com honras de estado por ser considerada uma intelectual de renome na França. Ela foi sepultada no Cemitério do Père-Lachaise, o maior cemitério de Paris.

## Obras
- Claudine à l'école (1900)
- Claudine à Paris (1901)
- Claudine en ménage (1902)
- Claudine s'en va (1903)
- Dialogues de Bêtes (1904)
- La Retraite Sentimentale (1907)
- Les Vrilles de la vigne (1908)
- L'Ingénue libertine (1909)
- A Vagabunda - no original La Vagabonde (1910)
- L'Entrave(1913)
- L'Envers du music hall (1913)
- La Paix Chez les Bêtes (1916)
- Les Heures longues (1917)
- L'enfant et les sortilèges (1917, (libretto para a ópera de Ravel)
- Dans la foule (1918)
- Mitsou ou Comment l’esprit vient aux filles (1919)
- Chéri (1920)
- La Chambre éclairée (1922, coletânea de textos publicados na imprensa, no fim da Primeira Guerra Mundial)
- La Maison de Claudine (1922)
- Verdes Anos - no original Le Blé en herbe (1923)
- La Femme cachée (1924)
- La Fin de Chéri (1926)
- La Naissance du Jour (1928)
- Sido (1929)
- Le Pur et L'Impur (1932)
- La Chatte (1933)
- Duo (1934)
- Splendeur des papillons (1936)
- Mes Apprentissages (1936)
- Bella-Vista (1937)
- La Jumelle noire  (coletânea  de críticas literárias e cinematográficas em quatro tomos  : tomo I (1934), tomo II (1935), tomo III (1937), tomo IV (1938))
- Le Toutounier (1939, continuação de Duo)
- Chambre d'hôtel (1940)
- Journal à rebours (1941)
- Julie de Carneilhan (1941)
- Le Képi (1943)
- Nudité (1943)
- Paris de ma fenêtre (1944)
- Gigi (1944)
- L'Étoile Vesper (1946)
- L'Étoile Vesper (1947)
- Le Fanal Bleu (1949)
- Paradis terrestre, com fotografia de Izis Bidermanas (1953)

## Biografias
- Sylvain Bonmariage, Willy, Colette et moi, com introdução por Jean-Pierre Thiollet, Anagramme ed., Paris, 2004 (reimpresso)
- Joanna Richardson, Colette, Methuen, Londres, 1983